# エドウィル・ファン・デル・メルウェ
エドウィル・ファン・デル・メルウェ（Edwill van der Merwe、1996年4月12日 - ）は、南アフリカ共和国カイルモア出身のラグビーユニオン選手。ユナイテッド・ラグビー・チャンピオンシップ・ライオンズ所属

## プロフィール
- 南アフリカカイルモア出身。

- ポジションはウィング

- 身長 180 cm、体重 90 kg

- U20南アフリカ代表に選ばれたことがある

- 南アフリカ代表キャップは3 (2025年8月15日現在)

## 略歴
- ウェスタン・プロヴィンス、ストーマーズを経て、2021年、ライオンズに加入。

- 2024年6月22日のウェールズ戦で代表デビュー。